# Psylla cajanae
Psylla cajanae är en insektsart som beskrevs av Braza och Galilung 1981. Psylla cajanae ingår i släktet Psylla och familjen rundbladloppor. Inga underarter finns listade i Catalogue of Life.